# Гуржуа Василь Георгійович
Василь Гурджуа (ვასილ გურჯუა; 1885–1924) — грузинський політик. Один із членів Соціал-демократичної партії, член Установчих зборів Грузії (1919—1921).

## Біографія
Народився у селянській сім'ї в селі Киндиг в Абхазії. Закінчив Кутаїське сільськогосподарське училище (1901).
У 1902 році приєднався до визвольного руху, увійшов до фракції «меншовиків» Російської соціал-демократичної партії. У 1905 році брав активну участь у революційному русі в Гудауті. 1905 року заарештований у Гудауті за контрабанду зброї з-за кордону. Судова палата Тбілісі (Тбілісі) засудила його в 1907 році до одного року позбавлення волі. Згодом два з половиною роки провів у в'язниці Метехі в Тбілісі (Грузія). 26 травня 1918 року, після розпуску Закавказького сейму і проголошення незалежності Грузії, був делегований встановлювати автономний уряд в Абхазії. Після окупації Грузинської Демократичної Республіки Радянською Росією в 1921 році залишився в країні. У 1921 році був заарештований в Очамчирі, де провів 15 днів у Політбюро, а потім переведений до Сухумі, де провів у в'язниці три з половиною місяці. Після звільнення з в'язниці він повернувся в Киндиг. 1 серпня 1924 року в селі Бедя був заарештований очамчирськими міліціонерами. 15 і 17 вересня 1924 року був засуджений до страти і розстріляний у Сухумі 19 вересня. Місце розстрілу невідоме.

## Членство в організаціях
- Закавказький сейм, депутат (1918)
- Член Національної ради Абхазії (1917)
- Кодорський комітет РСДРП, член (1917)
- Член фракції «меншовиків» Російської соціал-демократичної партії (1902).
- Грузинська національна рада, член (1917)
- Установчі збори Грузії, депутат (1919)
- ЦК соціал-демократичної робітничої партії Грузії, член (1917)
- Голова дзюдо-охоронного товариства (1914)